# Coliqueo (Argentina)
Coliqueo é uma localidade do partido de Chacabuco, da Província de Buenos Aires, na Argentina.